# Bombpartyt
Bombpartyt är ett svenskt musikalbum av Strindbergs. Skivan spelades in i maj 1984. Detta blev Strindbergs tredje och sista skiva innan de slutade.
"Det Strindbergs som skrev och repade in låtarna till "Bombpartyt" var inga Thore Skogman-typer vill jag lova. ändå tycker jag att den plattan blev våran klart bästa på alla sätt." - Johan Johansson

## Låtarna på albumet
| Nr  | Titel                            | Längd | Notering |
| --- | -------------------------------- | ----- | -------- |
| 1.  | Italien                          | 5.12  |          |
| 2.  | När den sista stormen drar förbi | 4.01  |          |
| 3.  | Mannen som uppfann sig själv     | 3.29  |          |
| 4.  | Friheten och jag                 | 4.42  |          |
| 5.  | Armageddon                       | 3.37  |          |
| 6.  | Teenage death-song               | 5.02  |          |
| 7.  | Bombpartyt                       | 3.09  |          |
| 8.  | Muppar                           | 3.26  |          |
| 9.  | Lit de parade                    | 3.53  |          |
| 10. | Jag säger / Du säger             | 4.28  |          |

## Medverkande
- Johan Johansson - gitarr, sång, munspel, bas, trummor
- Janne Borgh - bas, sång, akustisk gitarr, fuzzbas, flöjt
- Johan Carlén - trummor
- Tomas Gabrielsson - piano, pop-orgel
- Mats ”Magic” Gunnarsson - sax
- Katti Flemström - sång